# Supermartes III de 2008
El Super Martes III, 2008 es el nombre para el día 6 de mayo de 2008, el día más grande en el que varios estados simultáneamente hicieron el ciclo de elecciones de primarias presidenciales en la que eligieran al candidato presidencial de Estados Unidos. Es el tercer Super Martes del 2008 en la que tomará lugar aproximadamente dos meses después del Super Martes II, 2008.  Los estados de Indiana y Carolina del Norte son los estados que tendrán sus elecciones primarias en este día, tanto como los nominados al partido Republicano como los del partido Demócrata. En las primarias demócratas de este día estarán en juego un total de 218 delegados, con 126 delegados escogidos en las primarias republicanas.

## Nombres antes del ciclo de primarias
Expertos han notado que esta es la primera vez en que indiana ha mostrado un gran interés en promover a los candidatos presidenciales desde que Robert F. Kennedy hizo su campaña durante las elecciones de 1968. La inesperada relevancia de las primarias demócratas de Indiana también ha dado como resultado a un número de más alto de votantes registrado de lo normal.  Del mismo modo, los nuevos votantes demócratas de Carolina del Norte han triplicado el número de votantes registrado en el mismo periodo de las elecciones del 2004.

## Asignación de delegados

### Democrático
Bajo las reglas del partido demócrata, todos los delegados son otorgados por medio de escrutinio proporcional, con un mínimo del 15% del voto requerido para obtener un delegado. Un total de 218 delegados serán asignados en el resultado de las primarias del 6 de mayo.

### Republicano
Las reglas del partido Republicano no tiene el mismo sistema de escrutinio proporcional que el partido Demócrata para la elección de sus nominados, pero en vez de eso permite que cada estado escojan su propio proceso.  Un total de 126 delegados serán asignados en el resultado de las primarias del 6 de mayo.

## Resultados

### Democrático
| Estado             | Ganador Democrático | % del Voto Popular | # Delegados Ganados | Notas    |
| ------------------ | ------------------- | ------------------ | ------------------- | -------- |
| Indiana            |                     |                    |                     | primaria |
| Carolina del Norte |                     |                    |                     | primaria |

### Republicano
| EStado             | Ganador Republicano | % del Voto Popular | # Delegados Ganados | Notas |
| ------------------ | ------------------- | ------------------ | ------------------- | ----- |
| Indiana            |                     |                    |                     | GST   |
| Carolina del Norte |                     |                    |                     | GST   |